# PA&CO International
PA&CO International este o companie diversificată din România, înființată în anul 1990 de Paulina și Costel Cășuneanu. Compania are patru domenii de activitate, structurate în tot atâtea divizii:
- prelucrarea lemului
- construcții civile și industriale
- transport de mărfuri și comisionariat vamal
- servicii conexe acestor activități

Costel Cășuneanu este numit în presa din România „Regele asfaltului”, datorită multelor contracte încheiate cu statul pentru reabilitarea unor drumuri.